# Museu Oskar Reinhart
La col·lecció Oskar Reinhart " Am Römerholz " és un museu d'art a la ciutat suïssa de Winterthur al cantó de Zúric. L'estructura data del 1915, sent Maurice Turrettini l'arquitecte. Oskar Reinhart (1885-1965) li va demanar que també construís una galeria per allotjar tota la seva col·lecció .

## Col·leccions
El museu té una col·lecció d’unes 200 obres. Inclou en particular pintures d'artistes francesos del segle xix i principis segle xx: David, Géricault, Ingres, Delacroix, Corot, Millet, Daumier, Courbet, Renoir, Sisley, Monet, Pissarro, Gauguin, Manet, Degas, Cézanne, Toulouse-Lautrec, van Gogh, Vuillard, Utrillo i Picasso.
La col·lecció comprèn igualment teles de mestres barrocs espanyols, flamencs, francesos i italians: Hans Holbein el Jove, Grünewald, Hals, Lucas Cranach el Vell, Bassano, Rubens, Nicolas Poussin, El Greco, Chardin, Goya, Fragonard, Lorrain, Quentin Matsys, Gerard David, Francesco Guardi i Tintoretto.
El parc del museu té estàtues de Renoir, Bourdelle i Maillol.
L'edifici, així com les seves col·leccions, són inscrites com a bé cultural suís d'importància nacional.

## Artistes i obres

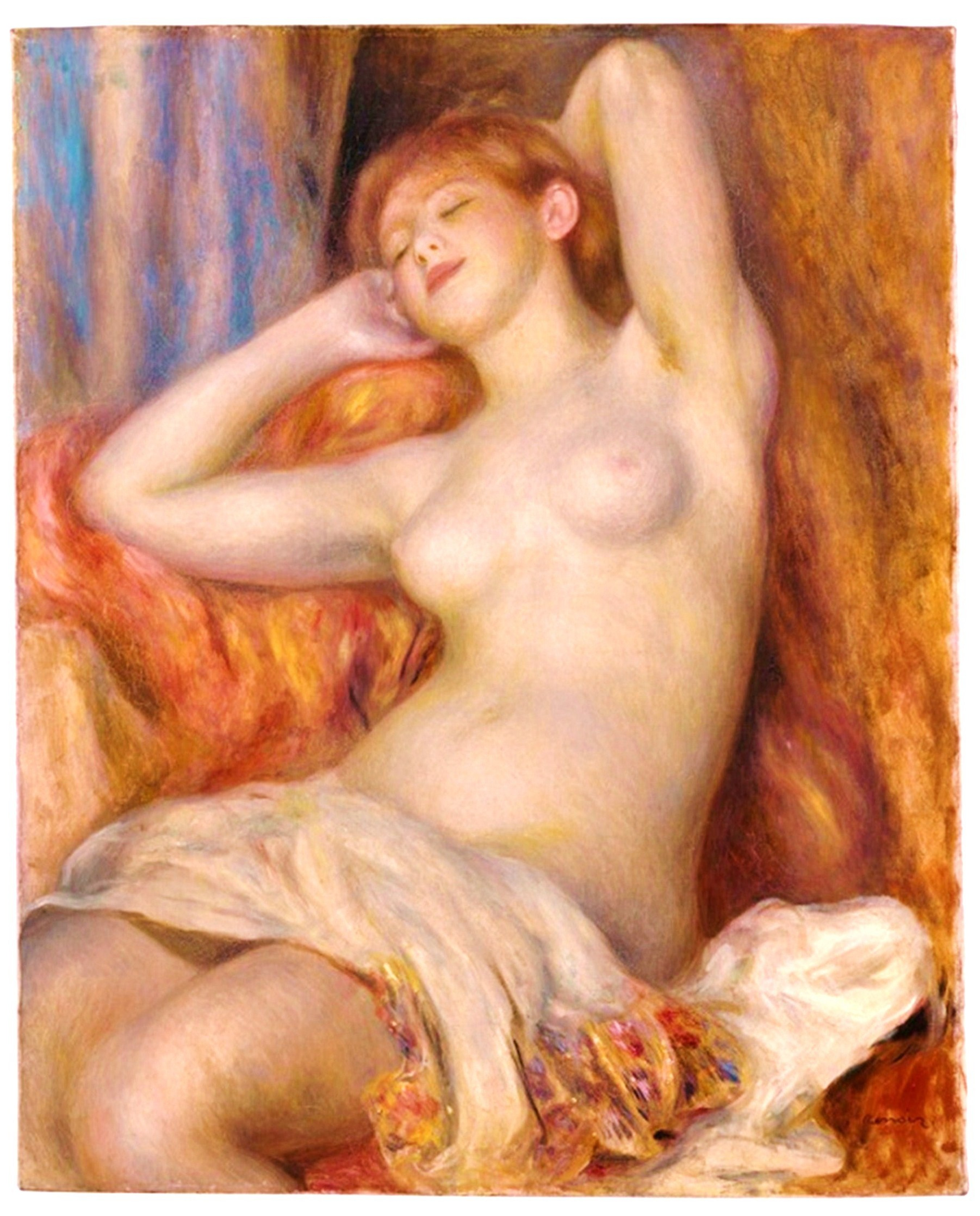
La banyista adormida de Renoir (1897). El model seria Gabrielle Renard, la mainadera de Jean Renoir, o Amélie Diéterle, l'artista del teatre de les Varietats.

- Brueghel el Vell: Paisatge nevat amb l'adoració dels Reis
- Cranach el Vell: Retrats de Johannes i Anna Cuspinian
- Holbein: 1 tela: Retrat d'una anglesa
- Metsys: 1 tela
- Hals: 1 tela: Lectura infantil
- El Greco: 1 tela: Retrat del cardenal inquisidor Don Fernando Nino de Guevara
- Delacroix: 9 llenços
- Géricault: L'Aliene
- Chardin: 4 llenços: The Card House Maker
- Conestable: 1 tela: La Mare de Branch Hill, Hampstead
- Corot: 9 llenços
- Courbet: 10 quadres incloent Le Hamac
- Daumier: 9 llenços: Retorn del mercat
- Manet: 3 llenços: Al cafè
- Degas: 1 tela: Ballarina al seu vestidor
- Renoir: La Grenouillère, El banyista que dorm
- Toulouse Lautrec: 1 tela: La pallassa Cha-u-Kao
- Van Gogh:
  - El dormitori de l’hospital d’Arles
  - El pati de l’hospital d’Arles
  - Retrat d’Augustine Roulin
- Cezanne:
  - El "Castell Negre" entre els arbres
  - Pesta de rei
  - Natura morta amb una gerra de terrissa
- Picasso: Retrato de Fernandez de Soto

## Galeria

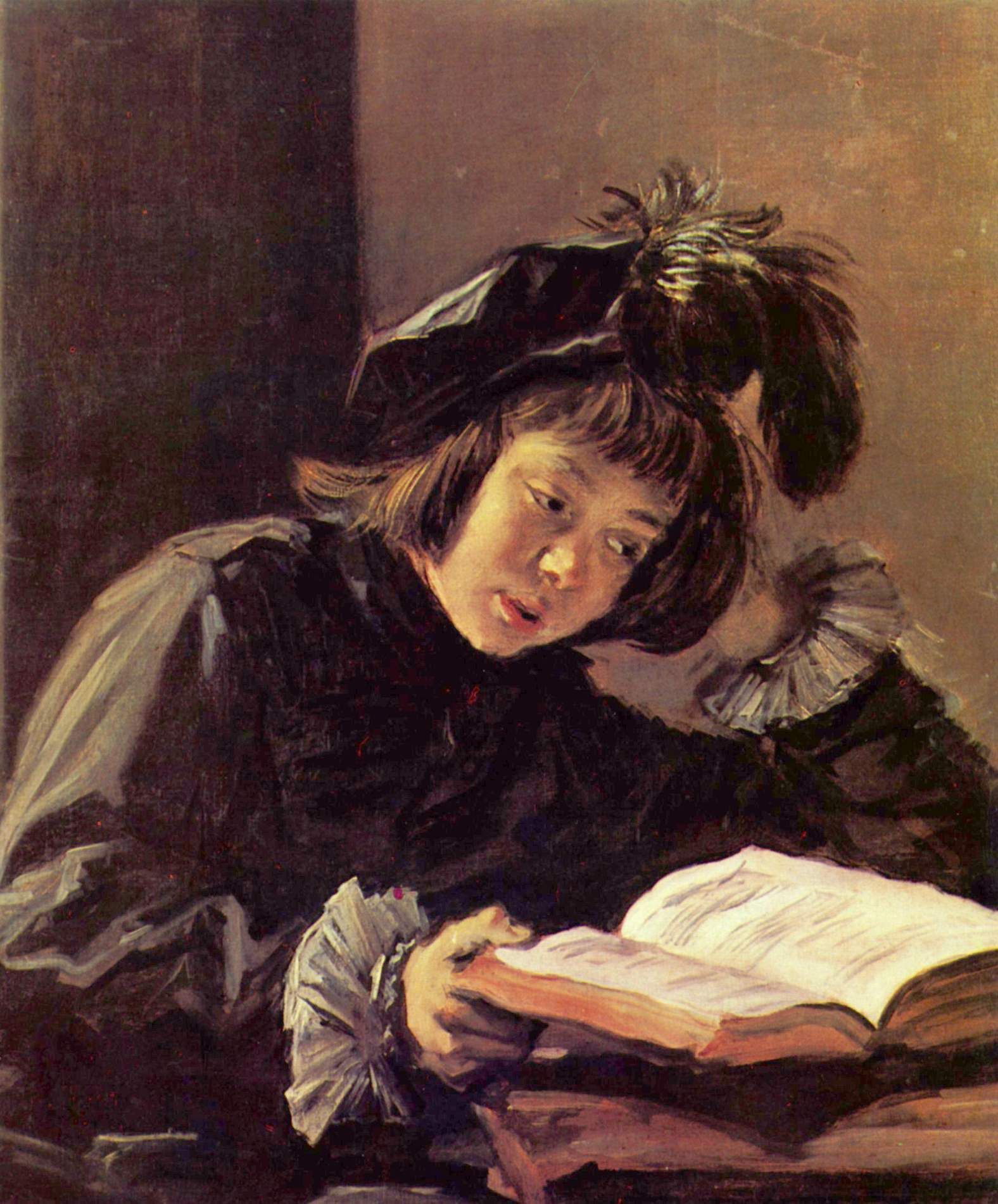
Frans Hals : Nen llegint.
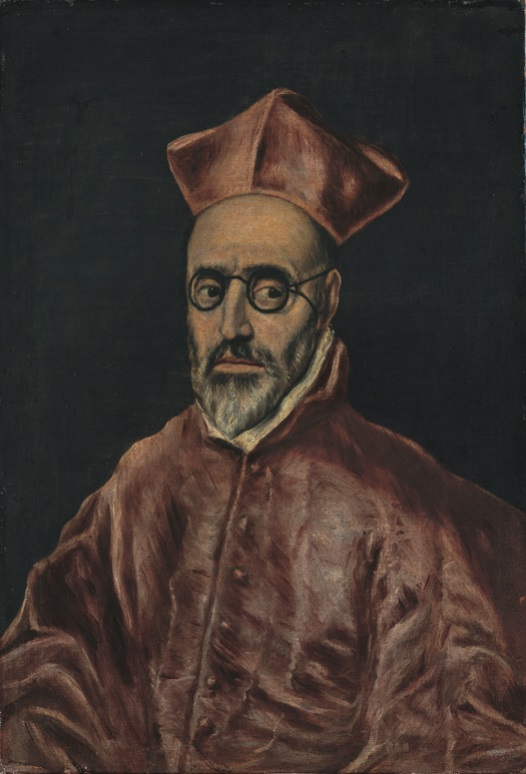
El Greco : Retrat del cardenal-inquisidor Don Fernando Niño de Guevara.
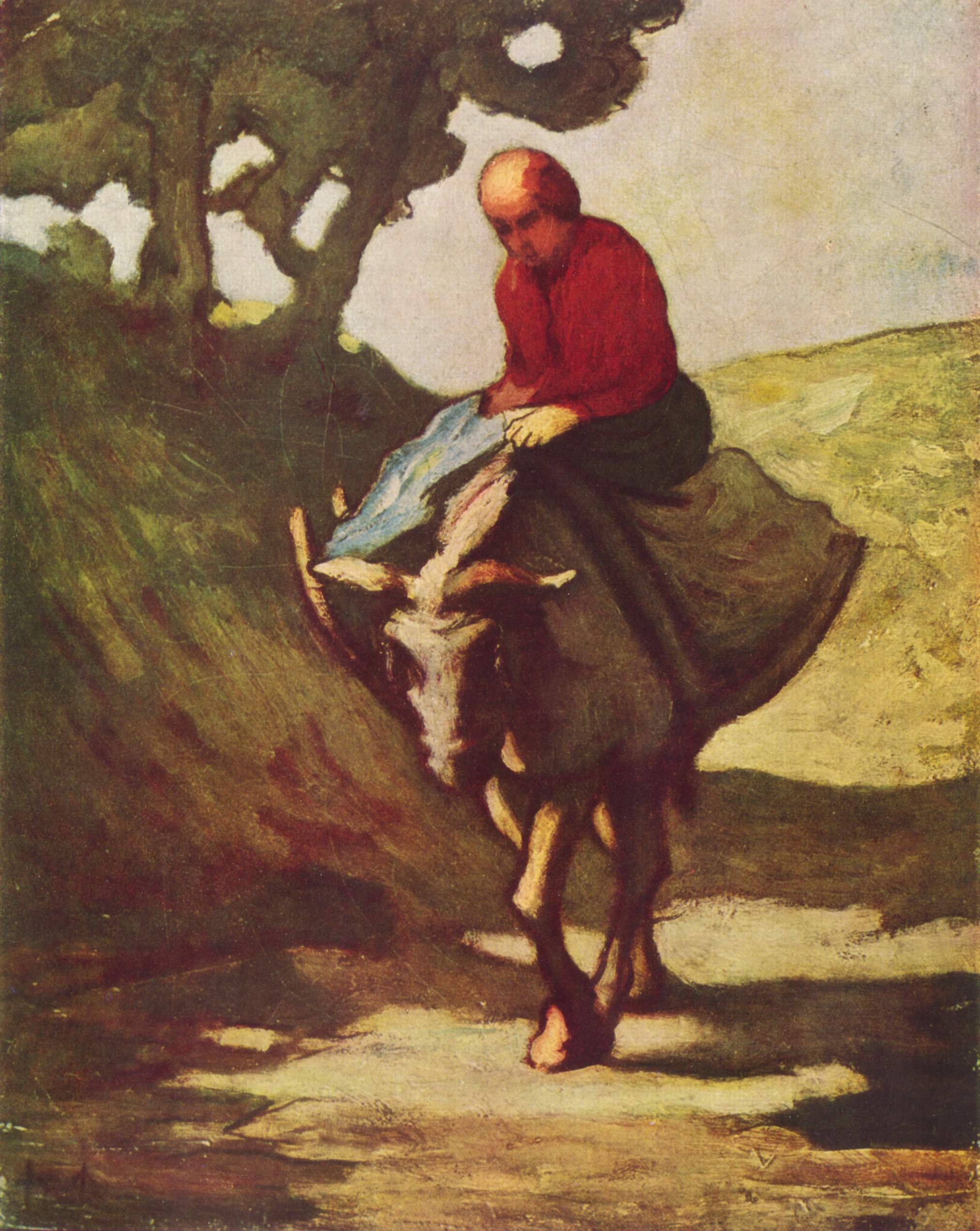
Honrat Daumier : Tornada del mercat.
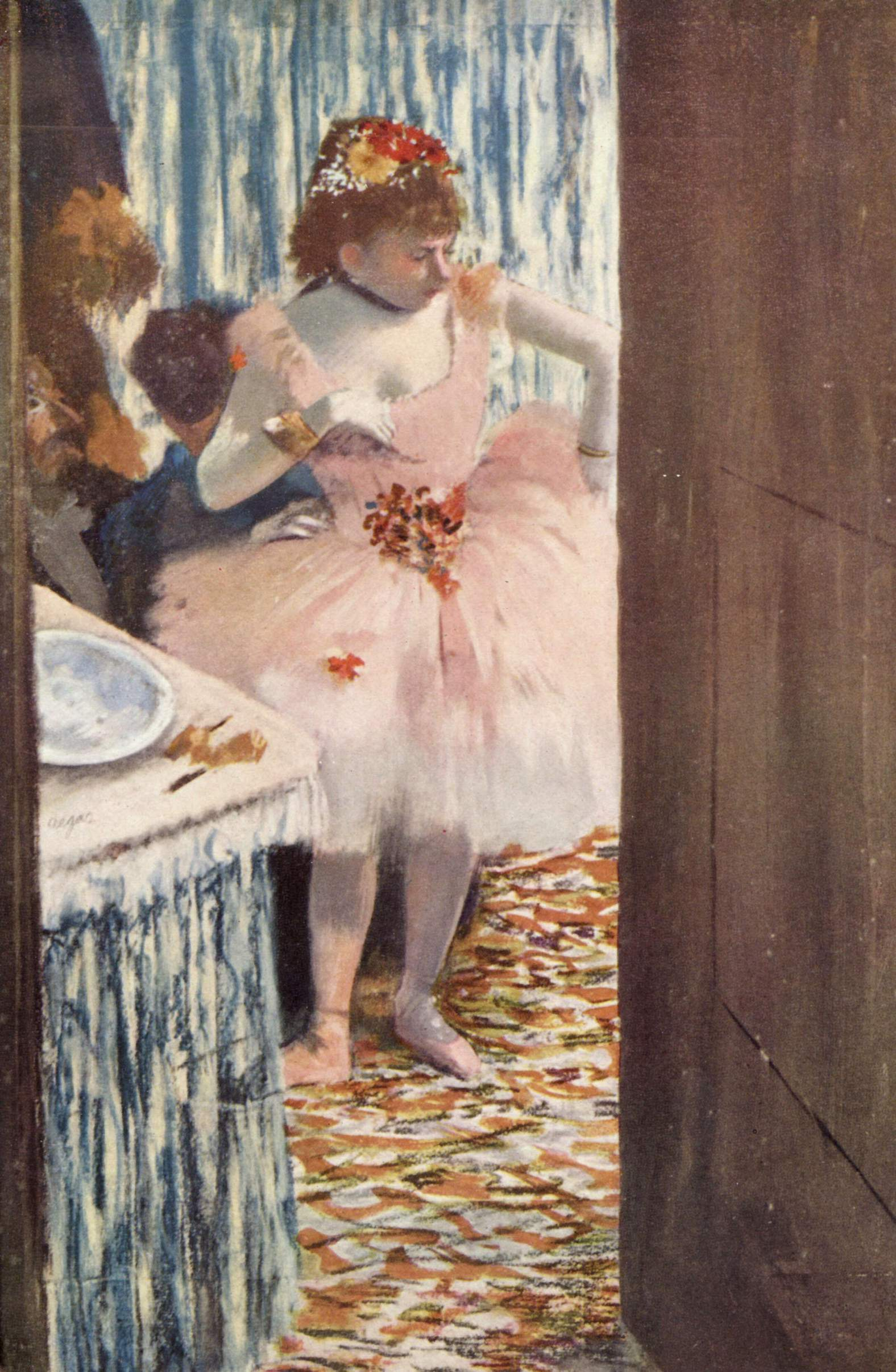
Edgar Degas : Ballarina a la seva porteria.
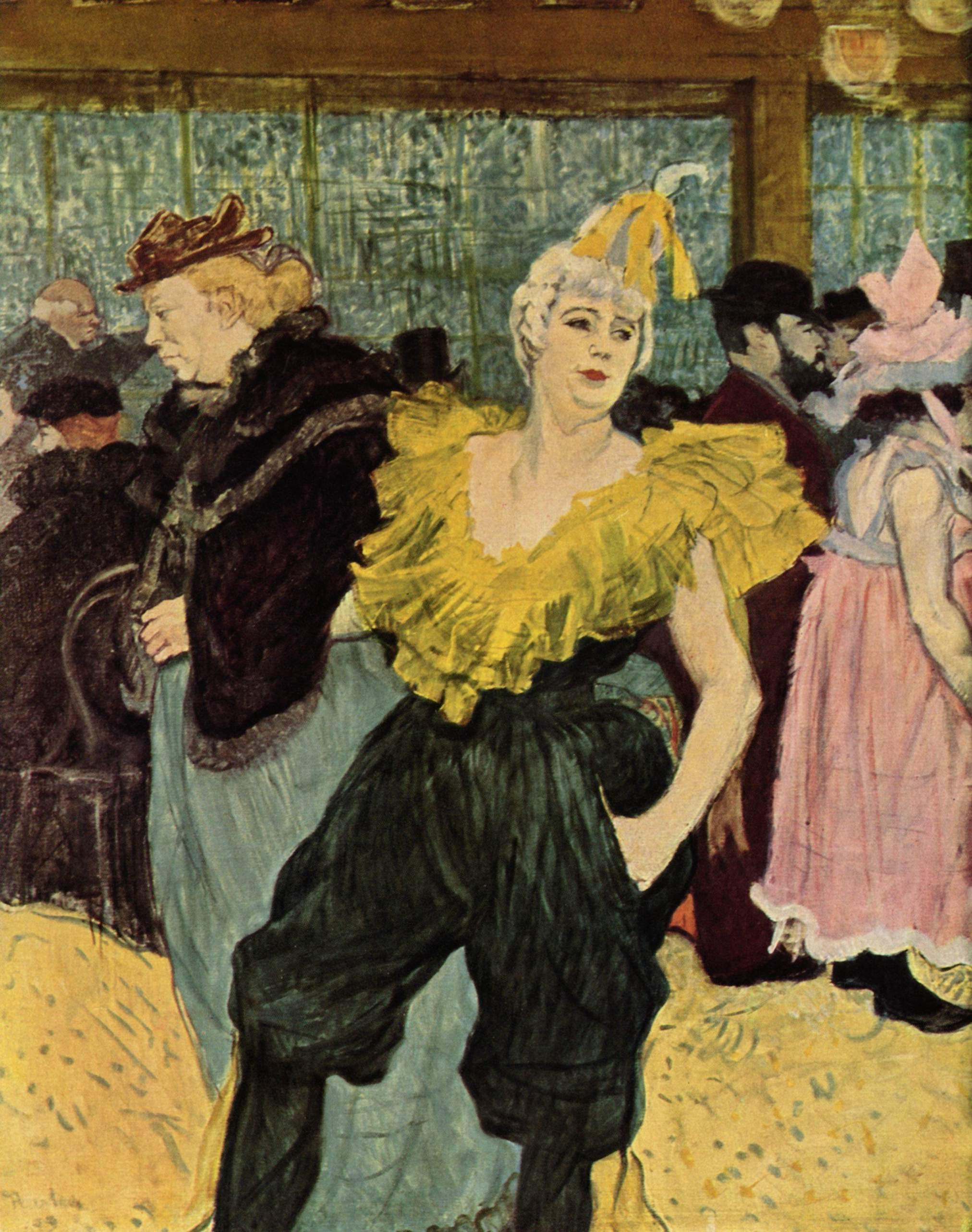
Henri de Toulouse-Lautrec : La pallassa Cha-U-Kao al Moulin Vermell.
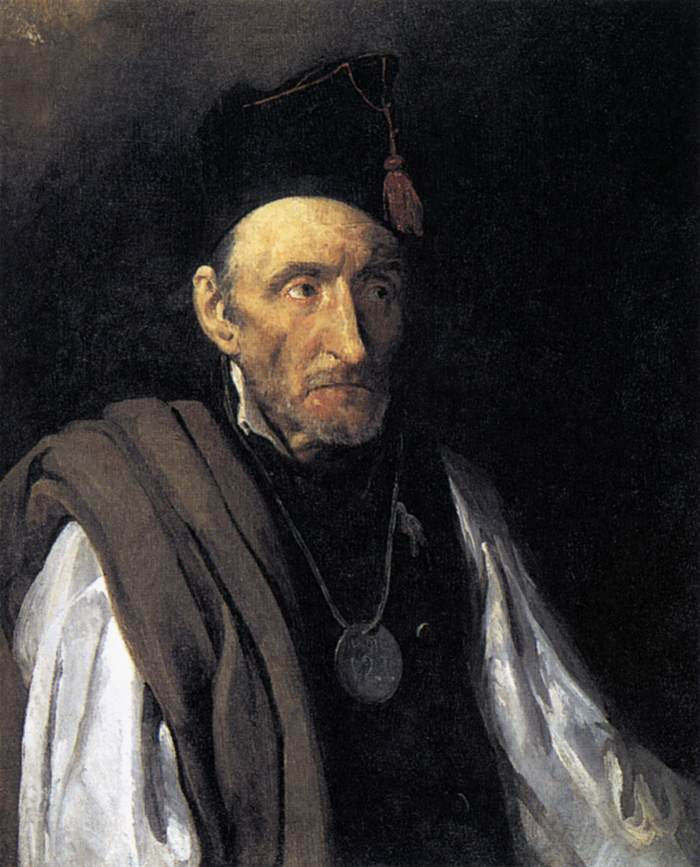
Géricault : L'Alienat.
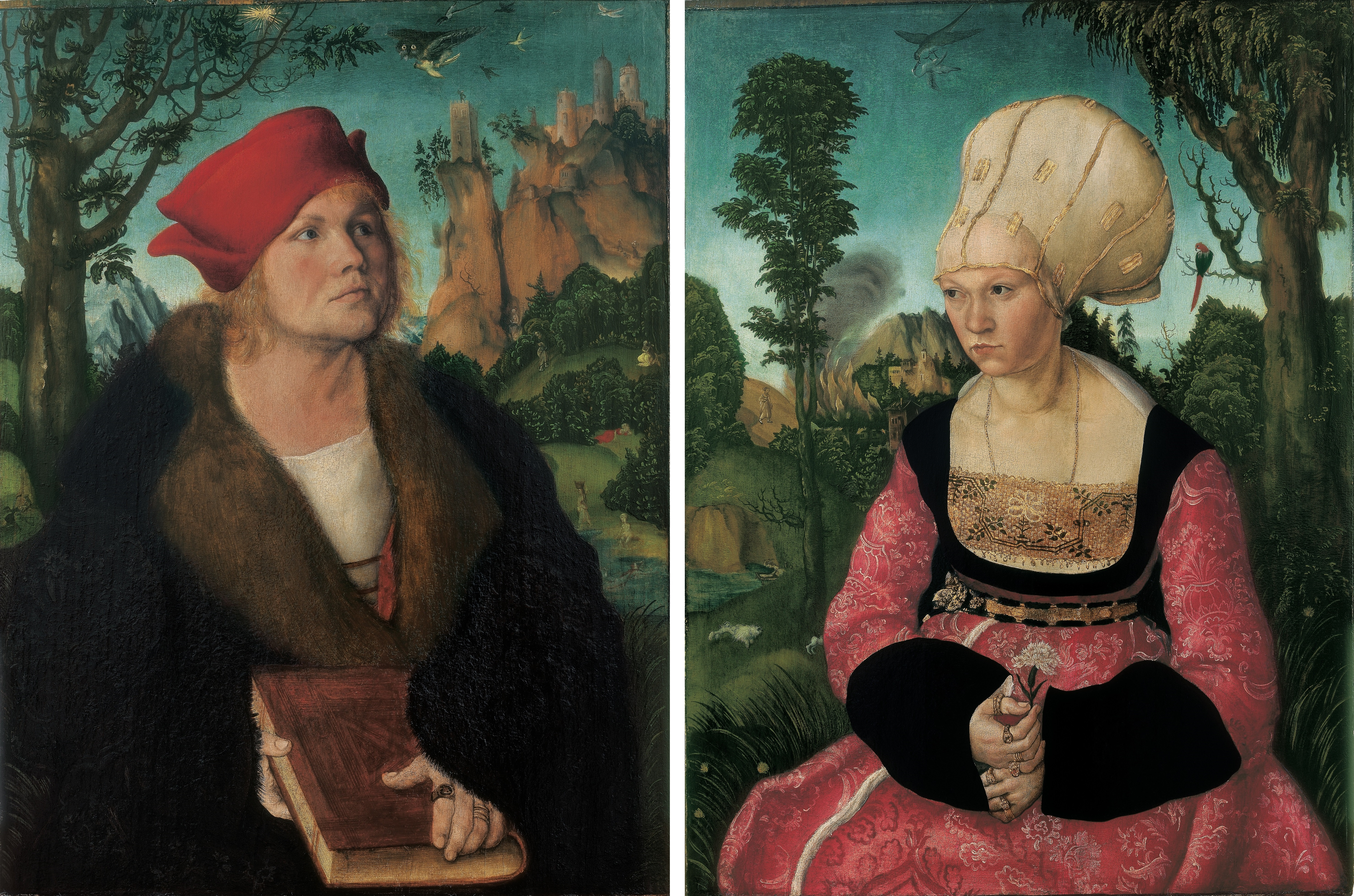
Cranach el Vell: Retrats de Johannes i Anna Cuspinian.

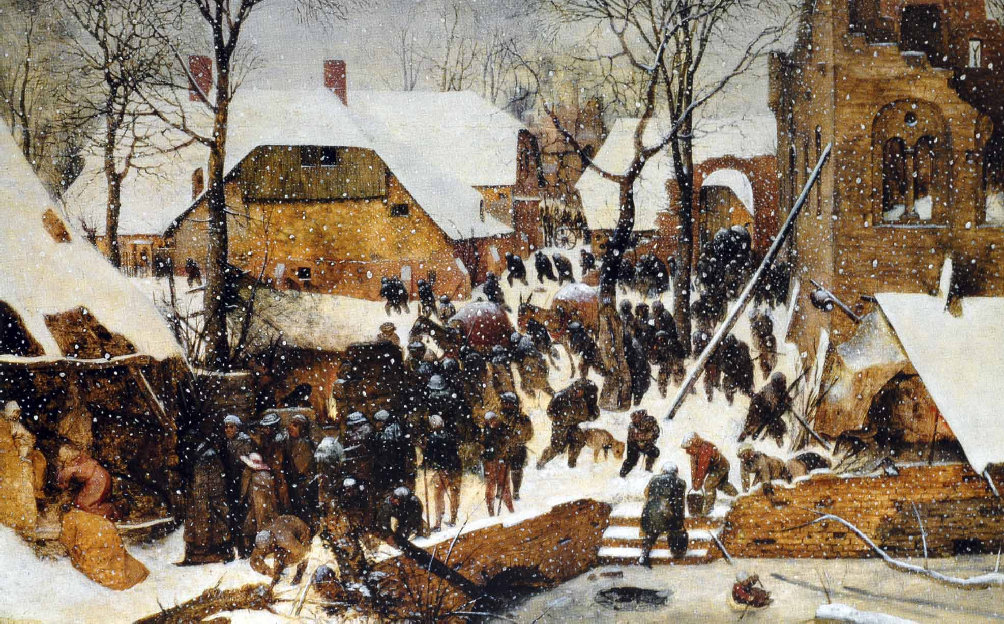
Brueghel l'Ancien: Adoration des Rois Mages dans la neige
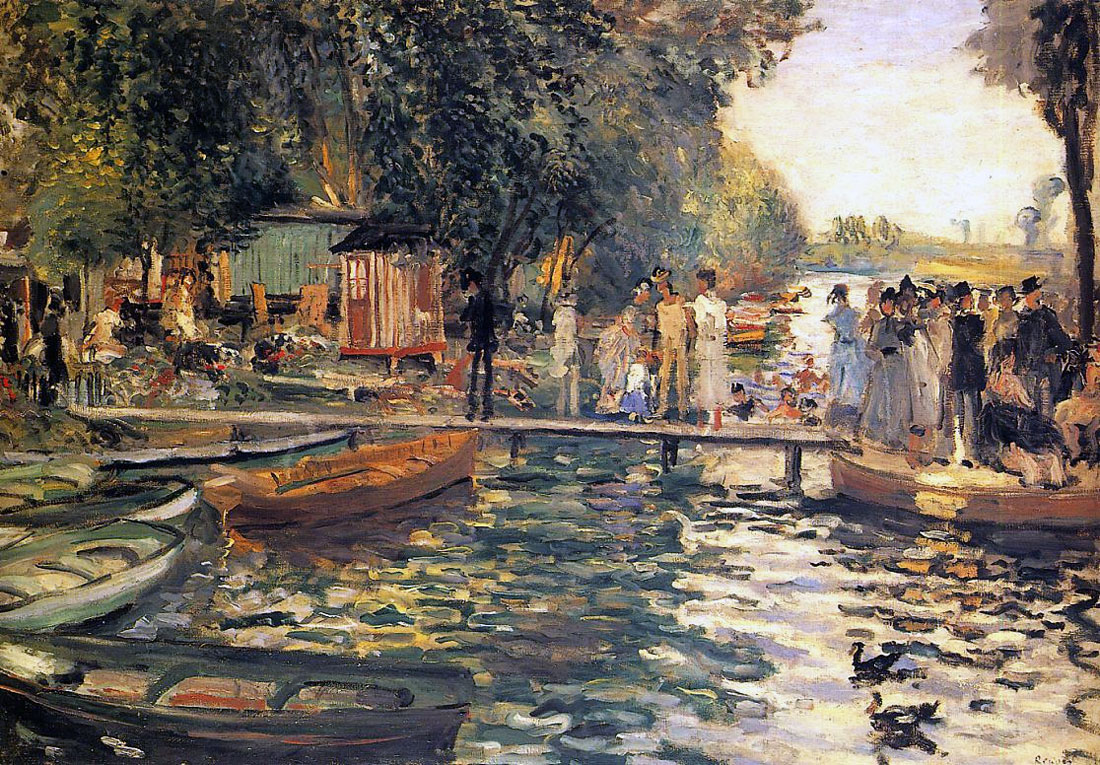
Renoir: La Grenouillère.
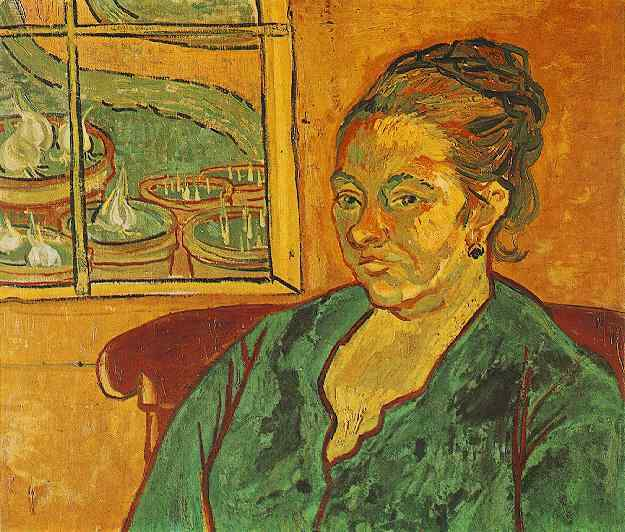
Van Gogh: Portrait d'Augustine Roulin.
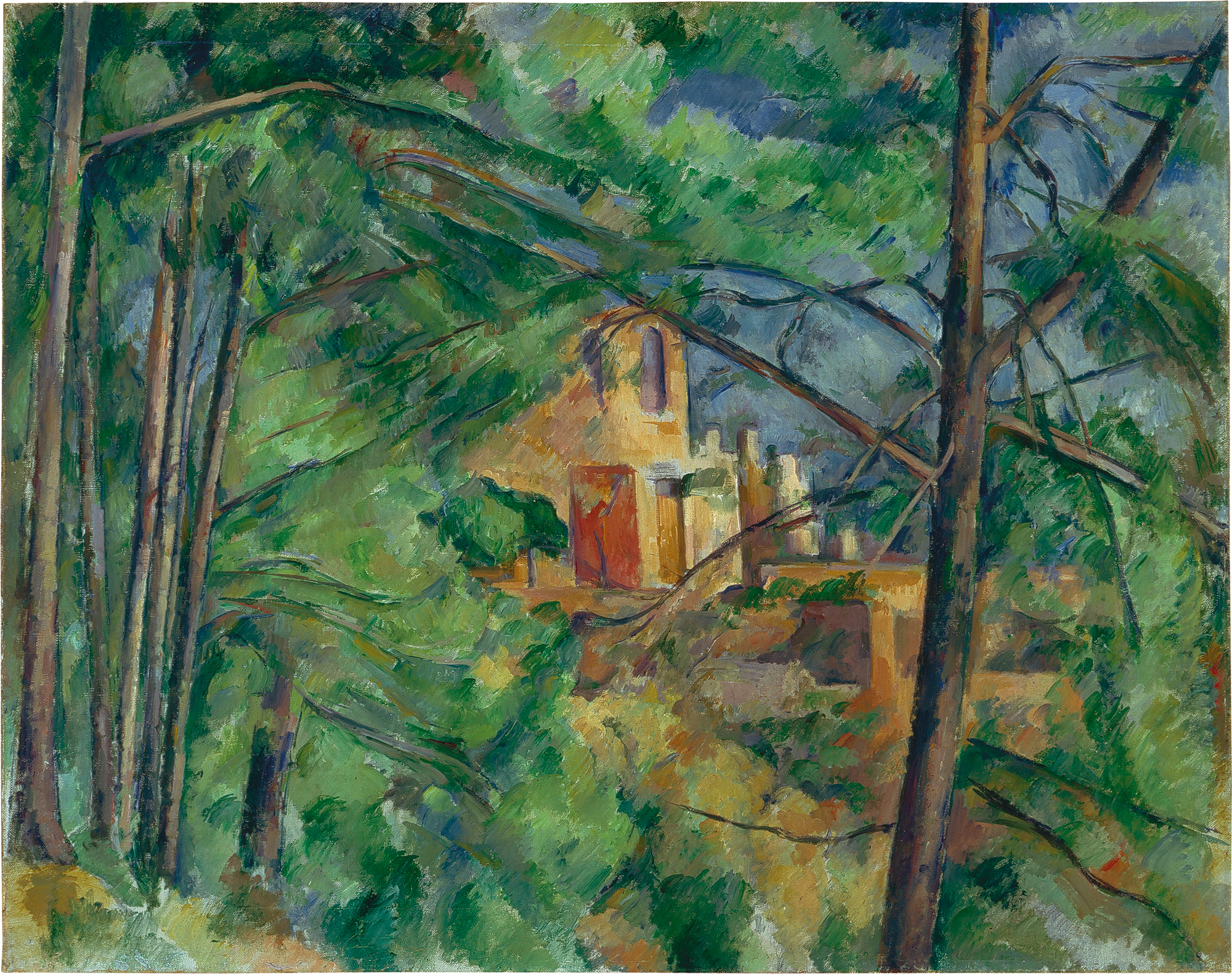
Paul Cézanne: Le « Château Noir » entre les arbres.
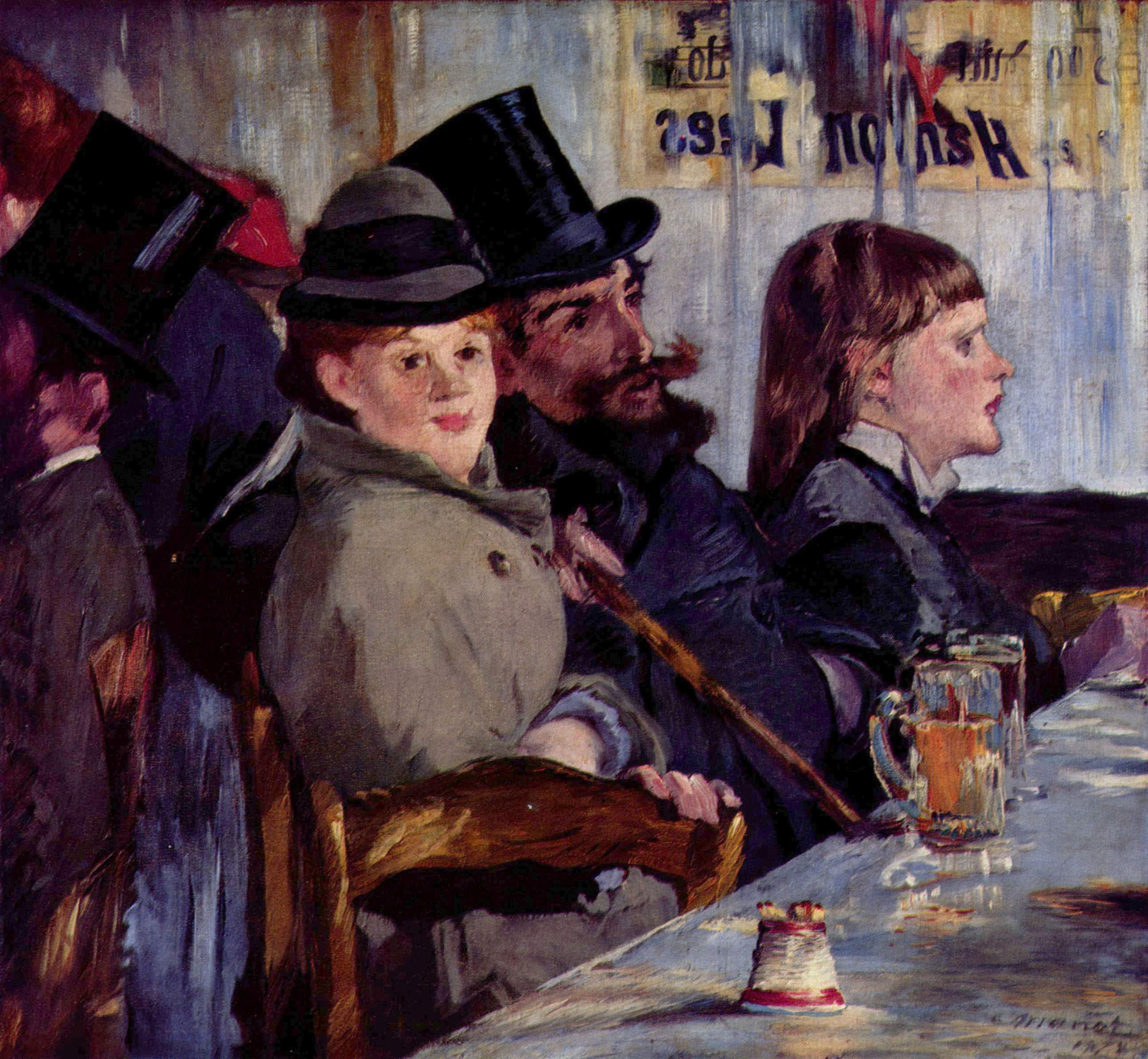
Édouard Manet: Au Café.